# 鈴木雅次
鈴木 雅次（すずき まさつぐ、1889年3月6日 - 1987年5月28日）は、日本の土木工学者、内務官僚。元日本大学教授。土木工学・港湾工学の研究に業績を上げる。1927年工学博士（九州帝国大学）。

## 来歴
長野県松本市生まれ。1908年旧制松本中学（長野県松本深志高等学校）卒業、1911年第八高等学校卒業、1914年九州帝国大学土木工学科卒業。1914年内務省に入り、鉄道技師、土木局技術課長、内務技監を務める。
1930年日本大学旧工学部教授、1944年土木学会会長。1945年内務省を退官し、日本発送電の技術顧問となる。1947年から東京大学講師を兼任、1952年日本大学国土総合開発研究所長。1964年港湾審議会長、チリ津波対策審議会長、1968年日本港湾協会長などを歴任。

## 勲章
- 1940年（昭和15年）8月15日 - 紀元二千六百年祝典記念章[1]
- 1960年 紫綬褒章
- 1968年 文化勲章、文化功労者
- 1974年 勲一等瑞宝章

## 主著
- 「港工学」 常磐書房、1932年
- 「港湾」 岩波書店、1933年
- 「河」 河出書房、1941年
- 「土木屋さん」 筑土書房、1956年

## 参考
- 宝月圭吾編 『長野県風土記』 旺文社、1986年